# Флора Башкортостану

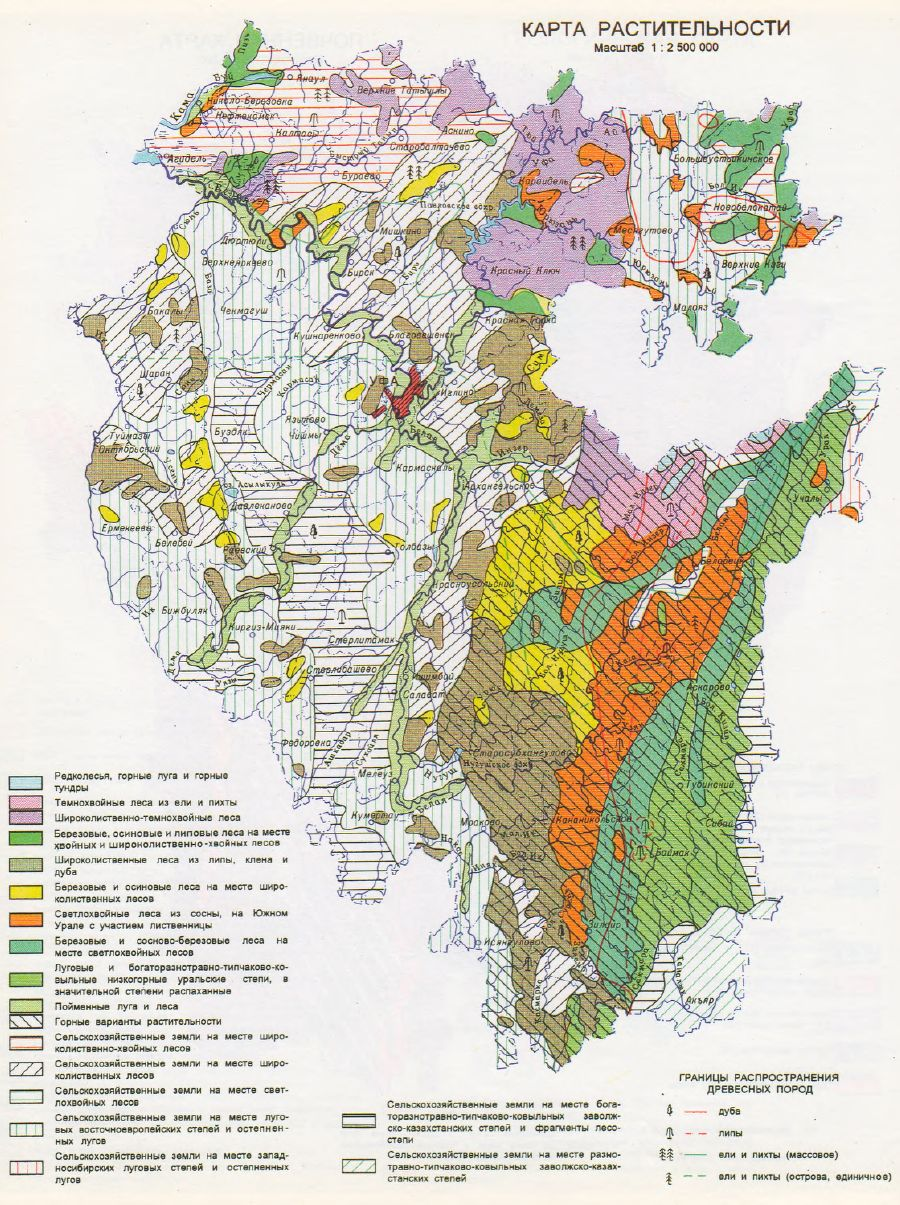
Рослинність у Башкортостані

Флора Башкортостану — сукупність усіх видів диких рослин, які постійно чи тимчасово поширені на території Республіки Башкортостан.
Різноманітність ландшафтів і природних зон республіки, географічне положення і клімат зумовили багатство та різноманітність її рослинного світу.

## Загальна характеристика
За природними особливостями (рельєф, клімат, ґрунт) в Башкортостані виділяються 4 природні зони. Кожна з них має свої особливості флори.
- Лісова зона займає північну частину рівнинного Передуралля. Хвойно-широколистяні ліси на півдні змінюються широколистяними лісами.

У зоні хвойних лісів поширені брусниця (Vaccinium vitis-idaea), чорниця (Vaccinium myrtillus), лохина (Vaccinium uliginosum), ліннея (Linnaea borealis), а також борові мохи — плевроцій Шребера (Pleurozium schreberi), гілокомій блискучий (Hylocomium splendens), рітідіадельф (Rhytidiadelphus), клімаціум деревоподібний (Climacium dendroides) та ін.
- Лісостепова зона — частина Передуралля. Рослинність представлена невеликими ділянками широколистяних лісів, лугів і степів.

У зоні широколистяних лісів Башкортостану північної частини Передуралля поширені неморальні види рослин: дуб (Quercus), липа (Tilia), клен (Acer) і трави — яглиця звичайна (Aegopodium podagraria), копитняк європейський (Asarum europaeum), купина багатоквіткова (Polygonatum multiflorum), конвалія звичайна (Convallaria majalis), воронець колосистий (Actaea spicata), фіалка дивовижна (Viola mirabilis), підмаренник запашний (Galium odoratum) та інші.
У степах і на лугах зустрічаються високі кущеві та кореневищні злаки: костриця лучна (Festuca pratensis), грястиця збірна (Dactylis glomerata), тимофіївка лучна (Phleum pratense), лисохвіст лучний (Alopecurus pratensis), стоколос безостий (Bromopsis inermis), мітлиця велетенська (Agrostis gigantea). У травостоях лугів зустрічаються низькі злаки з щільним кущем і короткими кореневищами: костриця червона (Festuca rubra), тонконіг лучний (Poa pratensis), тонконіг вузьколистий (P. angustifolia).
- Степова зона — частина Зауралля та південна частина Передуралля. Степи розкинулися по схилах гір і увалів. У південній частині на солонцевих і солончакуватих ґрунтах поширені галофільні спільноти. У зоні зустрічаються види з розривом ареалу — булатка довголиста (Cephalanthera longifolia), лазурник трилопатевий (Laser trilobum), герань Роберта (Geranium robertianum), наперстянка великоквіткова (Digitalis grandiflora) і інші.

У степу поширені ковила (Stipa), типчак (Festuca pseudovina), бобові — конюшина гірська (Trifolium montanum), люцерна румунська (Medicago romanica), еспарцет сибірський (Onobrychis sibirica), різнотрав'я — гадючник звичайний (Filipendula vulgaris). Частина степових видів флори Башкортостану пов'язана з щебенюватими ґрунтами, це види — петрофіти: громовик простий (Onosma simplicissima), горноколосник колючий (Orostachys spinosa), Thymus guberlinensis та інші.
- Гірничо-лісова зона — зона з різноманітною рослинністю, сформована під впливом вертикальної поясності. Ліси широколистяні, на сході — сосново-березові ліси. У горах хвойно-широколистяні ліси, потім тайга, вище якої — підгольцевий пояс із високотравними луками, ще вище — гольцевий пояс. У гірничо-лісовій зоні Башкортостану зустрічаються види рослин із варіантами диз'юнктивних ареалів: аркто-гольцеві — дріада восьмипелюсткова (Dryas octopetala), гірчак живорідний (Polygonum viviparum), арктоус альпійський (Arctous alpina), лілійка пізня (Lloydia serotina). Поширені також види з основними ареалами — Allium hymenorhizum, Melilotoides platycarpos, горицвіт сибірський (Adonis sibirica), патринія сибірська (Patrinia sibirica) та інші.

На вершинах гір Башкортостану висотою понад 1000 м над рівнем моря (Іремель, Ямантау та інші) поширені арктичні види рослин: дріада восьмипелюсткова (Dryas octopetala), верба шерстиста (Salix lanata), шолудивник Едера (Pedicularis oederi), арктоус альпійський (Arctous alpina).
На різноманітність флори впливають необроблювані заплави річок Білої, Уфи, Дьоми та інших. Тут поширені заплавні ліси з тополі та верби. У численних озерах і річках поширені об'єднання гідрофітів (водна рослинність) і гігрофітів (прибережно-водна рослинність). У Башкортостані поширені види прибережно-водної рослинності (клас Phragmito- Magnocaricetea) — частуха подорожникова (Alisma plantago-aquatica), сусак звичайний (Butomus umbellatus), осока гостра (Carex acuta), м'ята польова (Mentha arvensis), очерет звичайний (Phragmites australis); види об'єднання макрофітів-гідрофітів (клас Potametea): елодея канадська (Elodea canadensis), уруть колосиста (Myriophyllum spicatum), латаття біле (Nymphaea alba), рдесник гребінчастий (Potamogeton pectinatus) та інші; і клас Lemnetea: ряска мала (Lemna minor), ряска триборозенчаста (L. trisulca).
Під впливом людини в Башкортостані багато видів флори звужують свій ареал, у той же час синантропні види рослин розширюють ареал. Так, у республіці широко поширені північно-американські види рослин — щириця (Amaranthus retroflexus), колломія лінійна (Collomia linearis), амброзія (Ambrosia artemisiifolia), чорнощир звичайний (Cyclachaena xanthiifolia) та інші.

## Ендеміки

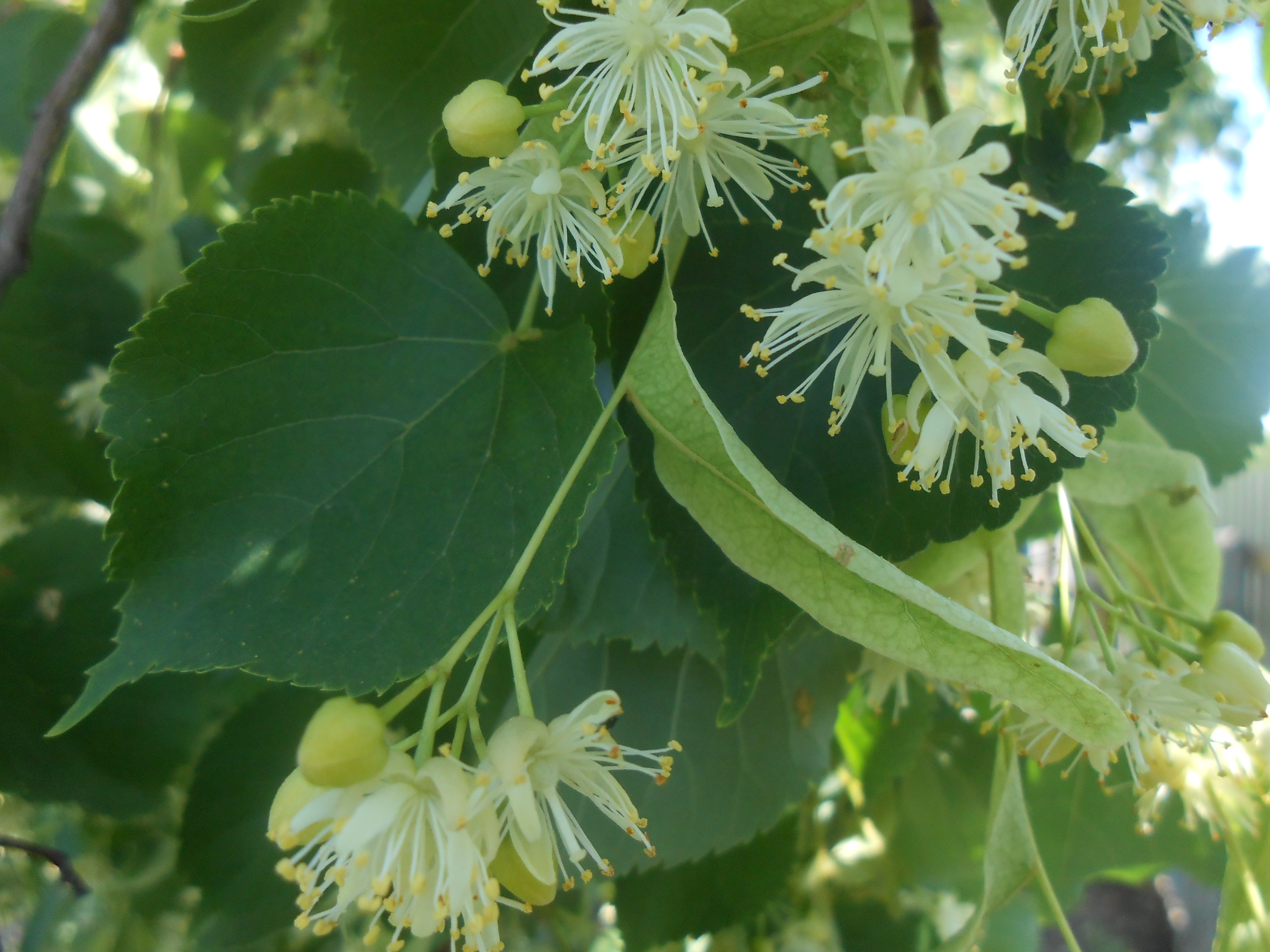
Цвітіння липи в Башкортостані

У Башкортостані ендеміків (специфічні види для даної території) приблизько 5,5 % від загальної кількості судинних рослин. Більшість із них — види, які в минулому були поширені ширше, а тепер нечисленні й ростуть у місцях із особливими едафічними умовами.
- Високогірні ендеміки: в Башкортостані зустрічаються Festuca igoschiniae, Anemonastrum biarmiense, Rhodiola iremelica, Gypsophila uralensis, Cerastium krylovii), Lagotis uralensis, Saussurea uralensis, Hieracium iremelense, Alchemilla та інші.

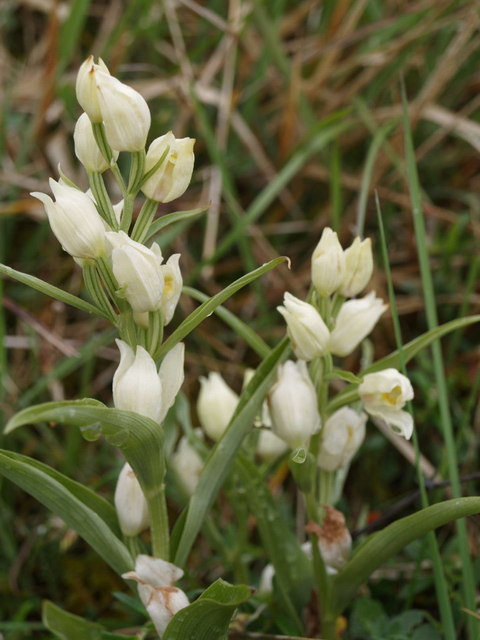
Булатка

- Гірничо-степові та скельні ендеміки Башкортостану: Elytrigia reflexiaristata, Koeleria sclerophylla, Minuartia helmii, Minuartia krascheninnikovii, Dianthus acicularis, Dianthus uralensis, Linum uralense, Potentilla eversmanniana, Astragalus karelinianus, Oxytropis gmelinii, Oxytropis approximata, Hedysarum razoumovianum, Hedysarum argyrophyllum, Tanacetum uralense та інші.
- Ендеміки лісів Башкортостану: чина Литвинова (Lathyrus litvinovii), короставник татарський (Knautia tatarica), цицербіта уральська (Cicerbita uralensis). Гібридогенне походження має анемона уральська (Anemonoides uralensis).

## Релікти
Релікти Башкортостану представлені видами рослин, що сьогодні рахуються як майже вимерлі.
До них відносяться в Башкортостані дольодовикові (пліоценові) релікти: лазурник трилопатевий (Laser trilobum), булатка довголиста (Cephalanthera longifolia), ранник Скополі (Scrophularia scopolii), шоломниця висока (Scutellaria altissima), вероніка крапиволиста (Veronica urticifolia), а також підмаренник запашний (Galium odoratum), який пережив льодовиковий період.
Із Арктики в Башкортостан проникли плейстоценові релікти: лілійка пізня (Lloydia serotina), арктоус альпійський (Arctous alpina), гірчак живорідний (Polygonum viviparum), верба сиза (Salix glauca), дріада восьмипелюсткова (Dryas octopetala), шолудивник Едера (Pedicularis oederi). Із Азії (Алтай, Саяни) проникли: сверція туполиста (Swertia obtusa), шолудивник щільний (Pedicularis compacta), лисохвіст сизий (Alopecurus glaucus), курильський чай (Pentaphylloides fruticosa). Ці релікти зустрічаються на вершинах гір Башкортостану та ізольовані від своїх основних ареалів тисячами кілометрів.
У епоху плейстоцену і на початку голоцену флора Башкортостану збагатилася скельними та гірсько-степовими азійськими видами рослин: Orostachys spinosa, Sedum hybridum, Patrinia sibirica, Potentilla sericea, а також сибірськими видами з світлих лісів (модринових, соснових, березових): чина Гмеліна (Lathyrus gmelinii), сосюрея спірна (Saussurea controversa), цибуля коса (Allium obliquum), Cardamine trifida та Primula cortusoides.

## Лікарські рослини
У Башкортостані широко поширені лікарські рослини:
- деревні і чагарникові лікарські рослини: береза бородавчаста (Betula verrucosa), глід криваво-червоний (Crataegus sanguinea), дуб черешчатий (Quercus robur), жостір проносний (Rhamnus cathartica), калина звичайна (Viburnum opulus), липа серцелиста (Tilia cordata), малина звичайна (Rubus idaeus), смородина чорна (Ribes nigrum) та інші.
- лікарські трави й чагарнички: брусниця (Vaccinium vitis-idaea), ласкавець золотистий (Bupleurum aureum), дягель лікарський (Angelica archangelica), суниця лісова (Fragaria vesca), конвалія травнева (Convallaria majalis), наперстянка великоквіткова (Digitalis grandiflora) та інші.

## Наука

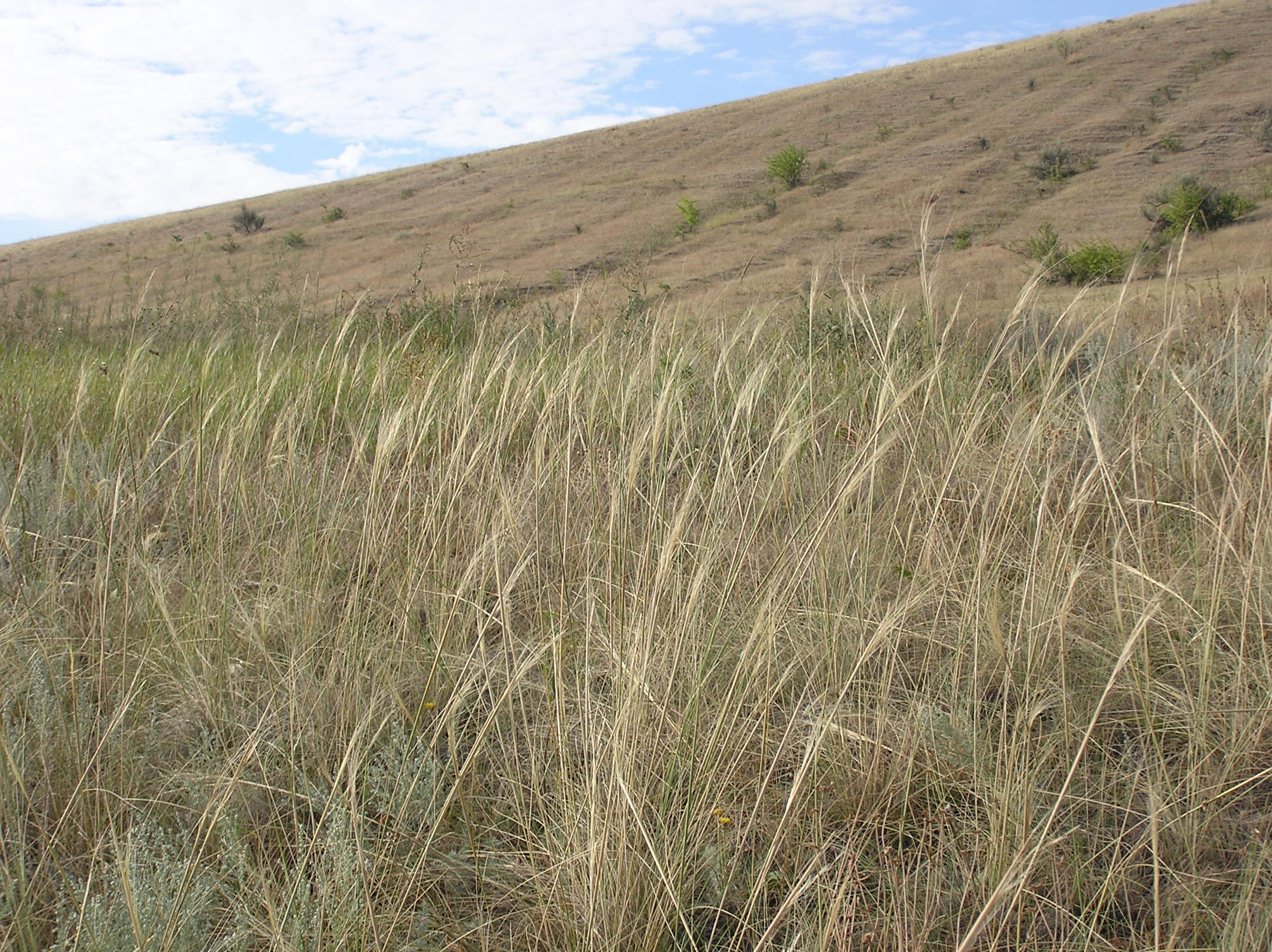
Ковила

Флора Башкортостану вивчалася з XVIII століття. Із 1735 по 1737 рік у Башкортостані працювала «Оренбурзька експедиція». В її складі працював ботанік І. Г. Гейнцельман, зібрав гербарій рослин Південного Уралу й Приуралля. Інтерес до флори Башкортостану виявляв географ В. М. Татищев.
У той же час в Башкортостані працювали ботаніки Й. Г. Ґмелін і П. С. Паллас. Ґмелін у 1742 році вивчав флору Південного Уралу. Зібрані матеріали він використав у книзі «Флора Сибіру». Паллас досліджував рослинність долини річки Білої між Бугульчаном і Стерлітамаком, відвідав ряд гірських районів Уралу (включаючи гору Янган-тау). Він вперше описав рослинність Передуралля.
У 1986 році флору Башкортостану вивчав академік С. І. Коржинський. Його матеріали увійшли до книги «Флора сходу Європейської Росії».
У даний час флору Башкортостану вивчали вчені П. Л. Горчаковський, Є. В. Кучеров, А. А. Мулдашев та інші. Флорою мохів Башкортостану займалася Е. З. Баїшева.
У 1970-1980-ті роки в Башкортостані сформувалася школа фітоценологів, яка займалась складанням класифікації рослинності. Фітоценологічні дослідження в Башкортостані проводяться в лабораторії геоботаніки та рослинних ресурсів Інституту біології УНЦ РАН, на кафедрі ботаніки Башкирського державного університету, Башкирському державному педагогічному інституті та Башкирському державному аграрному університеті.
Фахівців по флорі Башкортостану готують на біологічному факультеті Башкирського державного університету. Інститут біології УНЦ РАН проводить дослідження та облік флори Башкортостану.

## Альгологія
Вивчення водоростей Башкортостану проводиться з кінця XIX століття (К. Ю. Шель «Матеріали для ботанічної географії Уфимської губернії»). У Башкортостані понад 500 видів альгоценоз, які поширені в ґрунтах степу, лісостепу та заплавах численних річок республіки.
У даний час вивчення водоростей в Башкортостані проводиться вченими Башкирського державного університету з метою поліпшення структури ґрунтів, екологічного моніторингу, вивчення структур лікувальних грязей курортів Башкортостану, ролі водоростей в розкладанні розливів нафти. Проводиться систематичне вивчення фітопланктону озер Асли-Куль, Кандри-Куль, Павловського водосховища, річок Біла, Дьома та інших.

## Охорона рослин
Для охорони рідкісних і зникаючих видів флори і фауни в Башкортостані створені національні парки й заповідники: Південно-Уральський державний природний заповідник, Національний парк «Башкирія», Державний природний заповідник «Шульган-Таш».
У заповідниках проводиться вивчення, облік, систематизація та охоронні заходи рослин.
Рідкісні та такі, що знаходяться під загрозою зникнення види рослин на території Башкортостану занесені в Червону книгу Республіки Башкортостан.